# Hannah med H
Hannah med H er en svensk dramafilm fra 2003 instrueret af Christina Olofson. Den er baseret på en roman af Per Nilsson, som også bidrog til manuskriptet.
Filmen fik premiere i Sverige den 12. december 2003.

## Medvirkende (i udvalg)
- Tove Edfeldt som Hannah
- Anneli Martini som Hannahs mor
- Joel Kinnaman som Andreas
- Thomas Mørk som Jens
- Karin Bertling som Hannahs bedstemor
- Martin Wallström som nytårsgæst